# San Millán-i glosszák

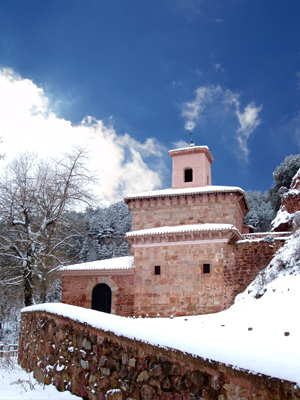
A La Rioja-i San Millán de Suso kolostor Spanyolországban

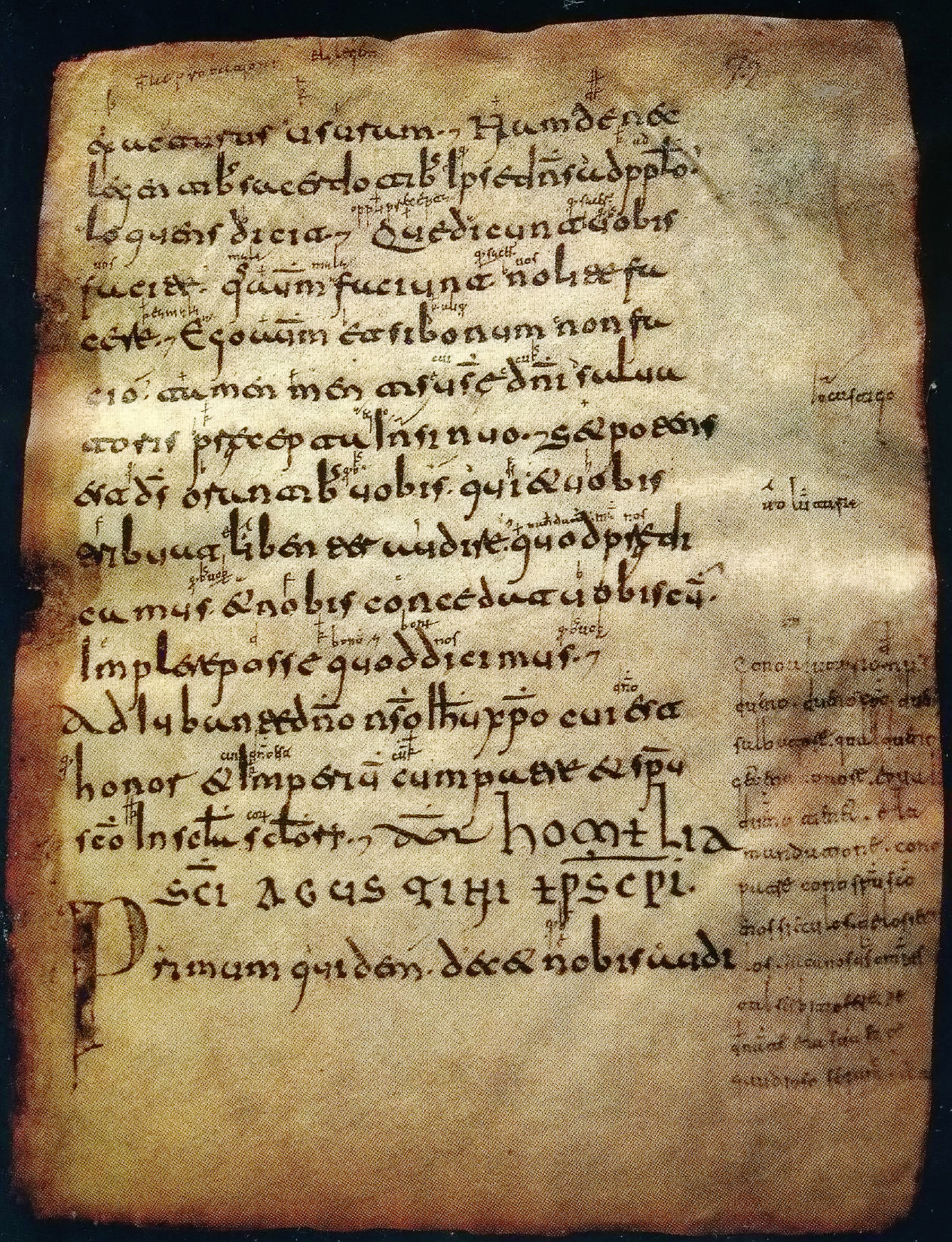
A kódex 72. oldalának szélén található az első összefüggő spanyol mondat

A San Millán-i glosszák (spanyolul Glosas Emilianenses), a mai spanyolországi La Rioja autonóm közösség területén, a San Millán de la Cogolla községben lévő ún. „Felső Kolostor”-ban (Monasterio de Suso) talált feljegyzések voltak latin nyelvű szövegek közé ékelve, kezdetleges újlatin nyelvjárásban, amelyeket hagyományosan a spanyol nyelv első írott emlékeinek tekintenek. Keletkezésük dátuma vitatott: a 10. század második, vagy a 11. század első felére tehető. A szerzetesek által készített feljegyzések vallási jellegű latin szövegekben főként latin szavak értelmezéséből, jelentésük magyarázatából álltak a nép nyelvére lefordítva. A glosszákból ránk maradt legjelentősebb nyelvtörténeti emlék egy ima fordítása, amelyben az első összefüggő mondatok találhatóak.
A glosszák ugyanakkor nemcsak spanyol, hanem néhány baszk nyelvű kifejezést is tartalmaznak latin írással (izioqui dugu; guec ajutu ez dugu), ami arra enged következtetni, hogy La Rioja területén akkor még latin–baszk kétnyelvűség volt. A baszk kifejezések megfelelő értelmezése a mai nyelven nehézkes és bizonytalan.

## Az első összefüggő spanyol mondat
A 60. számú San Millán-i kódex (Códice Emilianense 60) 72. oldalának széljegyzete tartalmazza az első összefüggő mondatokat kezdetleges spanyol – pontosabban iberoromán – nyelvjárásban, amely még alig különbözött a középkori latintól. (A glosszák nyelvének kérdését lásd lentebb.) A jegyzet egy latin nyelvű ima fordítása. Bár a glosszák elszórtan több kifejezést és szómagyarázatot is tartalmaztak, a jelentősége miatt legtöbbször ezzel az imaszöveggel azonosítják őket.
A szöveg eredeti lejegyzésben

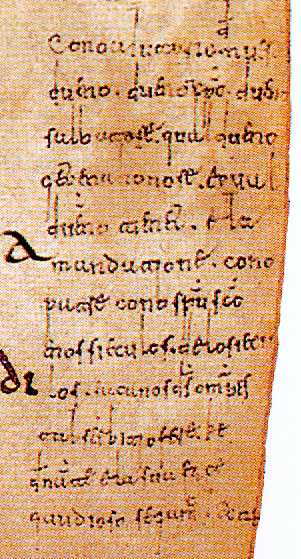
A széljegyzet kinagyítva

Cono ajutorio de nuestro dueno, dueno Christo, dueno Salbatore, qual dueno get ena honore, equal dueno tienet ela mandatjone cono Patre, cono Spiritu Sancto enos sieculos delo sieculos. Facanos Deus omnipotes tal serbitjo fere ke denante ela sua face gaudioso segamus. Amen.
Normatív átírásban
Cono ayutorio de nuestro dueño, dueño Christo, dueño Salbatore, qual dueño yet ena honore, e qual dueño tienet ela mandacione cono Patre, cono Spíritu Sancto enos siéculos de los siéculos. Fácanos Deus omnipotes tal serbicio fere ke denante ela sua face gaudiosos seyamus. Amén.
Átírás mai nyelven
Con la ayuda de nuestro Señor Don Cristo, Don Salvador, Señor que está en el honor y Señor que tiene el mandato con el Padre, con el Espíritu Santo en los siglos de los siglos. Háganos Dios Omnipotente hacer tal servicio que delante de su faz gozosos seamos. Amén.
Megközelítő magyar fordítás
„A mi Urunk, Krisztus, a Megváltó által, akié legyen a dicsőség, és aki az Atyával és a Szentlélekkel uralkodik mindörökké. Adja meg nekünk a mindenható Isten, hogy szolgálatunkat [jól] végezvén majdan betölthessen minket az Ő színe előtt örömmel. Ámen.”

## A glosszák nyelve

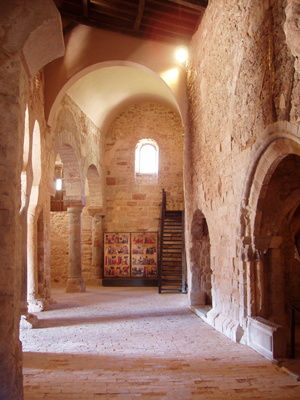
A kolostor belülről

A glosszák nyelvjárását illetően máig eltérő véleménnyel vannak a nyelvészek. A szövegekekben régi navarrai nyelvjárási jegyeket is találtak, viszont vannak, akik úgy vélik, hogy összességében az aragóniai nyelvjárás elemei dominálnak. Mások az ún. La Rioja-i nyelvjárásról beszélnek (amely átmenetet képezne az aragóniai és a kasztíliai között), de szintén léteznek kizárólagosan a kasztíliaira jellemző sajátosságok. Mindezt figyelembe véve, valójában egy közös nyelvről („koinéról”) lehet szó, amelyben a kasztíliai, a La Rioja-i, az aragóniai, valamint néhány, a navarrai nyelvjárásra utaló elem keveredik.
Ez a nyelvkavalkád alapvetően két meghatározó körülményre vezethető vissza. Az egyik az, hogy La Rioja tartomány átmeneti térség volt a saját dialektusával, amely sajátosságai tekintetében a kasztíliaival és az aragóniaival osztozott, majd a 12–13. századi „elkasztíliaiasodás” révén eltűnt; a másik pedig, hogy a 10–11. század során – jóllehet, az egyes nyelvjárásoknak már léteztek jól elkülönült megkülönböztethető vonásai és fejlődési tendenciái – a nyelvjárási határok még nem voltak minden esetben pontosan meghatározhatóak (hiszen eleve egymáshoz igen közel álló és kölcsönösen érthető nyelvváltozatokról beszélünk).

Az alábbi összehasonlító táblázatban néhány kulcskifejezés látható a fenti glossza nyelvén, aragóniai és kasztíliai nyelvjárásban, valamint latinul. 

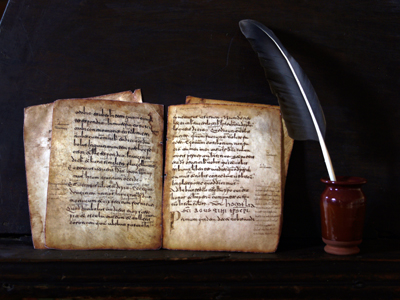
A 60. számú kódex

| A glosszában   | Aragóniai    | Kasztíliai       | Latin nyelven        |
| -------------- | ------------ | ---------------- | -------------------- |
| de los '(delo) | d’os, de los | de los           | < DE ILLOS           |
| ela            | a, la, l’    | la               | < ILLA               |
| ena, enos      | en a, en os  | en la, en los    | < IN ILLAM, IN ILLOS |
| fere           | fer          | hacer            | < FACERE             |
| siéculo        | sieglo       | (sieglo >) siglo | < SAECULU            |
| yet            | ye           | es               | < EST                |

## Külső hivatkozások
- A glosszák részletes ismertetése – ValleNajerilla.com (spanyol)
- Tanulmány a glosszákról – ValleNajerilla.com (spanyol)
- A glosszák a spanyol Wikiforrásban (spanyol)